# Бернатович Володимир Олександрович
Володи́мир Олекса́ндрович Бернато́вич, псевдонім — Кузьма Бассарабець (* близько 1840 — †8 грудня (26 листопада) 1865, Одеса) — український письменник, автор спогадів про похорони Тараса Шевченка, популяризатор його творчості.

## Життєпис
Походив з ополяченої вірменської родини.
Студентом Київського університету брав участь у проводах труни з тілом Шевченка з Києва до Канева. Написав спогади «Похорон Тараса Шевченка» (надруковано у львівській газеті «Слово» 19 липня 1861 року). У ній Бернатович описав заходи, які було проведено для перепоховання поета в Україні, та подав зміст промов, виголошених над труною Шевченка.
1861 року виїхав до Праги. По дорозі спинявся у Львові, розповідав молоді про поховання Шевченка в Каневі, ймовірно, лишив рукописні списки недрукованих творів поета й уривків, заборонених царською цензурою. Як вважає М. Ф. Нечиталюк, саме завдяки Бернатовичеві такі твори Шевченка, як «Кавказ», «І мертвим, і живим...» (заборонені в підросійській Україні) вперше з'явилися друком у галицькій періодиці (часопис «Вечерниці»). Володимир Шашкевич залишив згадку про Бернатовичеві відвідини Львова:
|                                                                             | Якось тодї переїздив через Львів сердешний наш друг, покійний Бернатович, Українець з тїлом і душею. Він їхав з Києва на купелї, опісля в Париж і до Праги. В тїсній піддашній комнатцї прочитували ми твори великого нашого ґенїя Шевченка, подоповнювані з манускриптів рукою покійника і дивлячись на живого живісїнького Українця — першого, которого ми пізнали — ми слухали, задержуючи в памяти кожне його слівечко про Тараса, києвську громаду, про тамошнї порядки, чудували ся красотї його мови — і мужнїли. |
| — Остап Терлецький, «Галицько-руське письменство 1848-1865 рр...», с. 97-98 | |

Під впливом розповідей Бернатовича про організацію студентських громад у Києві та його захоплення ідеологією й творчістю Шевченка, Данило Танячкевич заснував першу в Галичині народовську громаду. 
У 1862 році Бернатович опублікував у «Вечерницях» переклади поезії з польської, зроблені в Парижі. Також його твори виходили у львівській газеті «Слово».